# Damerna i Boulognerskogen
Damerna i Boulognerskogen (franska: Les dames du Bois de Boulogne) är en fransk dramafilm från 1945 i regi av Robert Bresson. Handlingen följer en aristokratisk kvinnas plan för att lura en manlig älskare att gifta sig med en hora. Filmen bygger på en anekdot ur Denis Diderots roman Jakob fatalisten och hans husbonde.